# Carl Friedrich Wilhelm Berg
Carl Friedrich Wilhelm Berg (* 27. Februar 1793 in Friedrichsschwerz; † 4. Februar 1825 in Gohlis) war ein deutscher Landwirt und Sachbuchautor.

## Leben
Carl Friedrich Wilhelm Berg war der Sohn eines Dorflehrers, der später an einer Mädchenschule in Aken lehrte, und sich für die erste schulische Bildung seines Sohnes verantwortlich zeichnete. Später wurde Carl Friedrich Wilhelm Berg an den Franckeschen Stiftungen in Halle beschult. Nach Beendigung der Schule wurde er Hauslehrer bei den Kindern eines Amtmanns; in dieser Tätigkeit lernte er die Landwirtschaft kennen.
Während der Befreiungskriege war er 1813 in der Nähe von Halle für die Russen als Kommissar tätig und ließ sich 1815 in Aken nieder und betrieb Ökonomie. Er heiratete am 7. Februar 1815 in Aken; aus der Ehe ging ein Sohn hervor.
Berg zog 1819 nach Gohlis bei Leipzig und pachtete ein Bauerngut, das er musterhaft bewirtschaftete; später übernahm er noch das Amt des Dorfrichters.

## Schriftstellerisches Wirken
Nachdem Berg den Geheimen Hofrat und Buchhändler Friedrich Gotthelf Baumgärtner kennengelernt hatte, der ihn anregte, sich schriftstellerisch zu betätigen, veröffentlichte Carl Friedrich Wilhelm Berg verschiedene Publikationen. Er veröffentlichte verschiedene Übersetzungen aus dem Französischen und Italienischen, so unter anderem 1823 Oeconomie der Landwirthschaft von Elie-Victor-Benjamin Crud (1772–1845) und 1824 Giuseppe Gazzeri's neue Theorie des Düngers und seiner rationellen Anwendung im Landbau sowie weitere Schriften.
1821 veröffentlichte er auch verschiedene Aufsätze im Archiv der deutschen Landwirthschaft von Friedrich Pohl und 1823 und 1824 als Mitherausgeber im Magazin der neuesten Erfindungen, Entdeckungen und Verbesserungen der Engländer, Franzosen, Italiener, Amerikaner und Deutschen in der gesammten Gewerbekunde von Friedrich Gotthelf Baumgärtner.
Er leistete vor seinem Tod auch einige Vorarbeiten für die Allgemeine Encyklopädie der gesamten Land- und Hauswirthschaft der Deutschen von Pfarrer Carl Wilhelm Ernst Putsche (1765–1834).

## Mitgliedschaften
Carl Friedrich Wilhelm Berg war Mitglied der Freimaurer in Leipzig und in der Naturforschenden Gesellschaft zu Leipzig.

## Schriften (Auswahl)
- Elie-Victor-Benjamin Crud; Carl Friedrich Wilhelm Berg: Oeconomie der Landwirthschaft. Leipzig, 1823.
- Giuseppe Gazzeri; Carl Friedrich Wilhelm Berg: Giuseppe Gazzeri’s neue Theorie des Düngers und seiner rationellen Anwendung im Landbau. Baumgärtner, Leipzig 1823. (Volltext in der Google-Buchsuche)
- André Thouin; Carl Friedrich Wilhelm Berg: Monographie des Pfropfens oder technologische Beschreibung der verschiedenen Pfropfarten, welche zur Vermehrung, Erhaltung und Veredelung der Gewächse angewendet werden.  Baumgärtner, Leipzig 1824. (Volltext in der Google-Buchsuche)
- Über die Bewässerung und den Bau der Wiesen: nebst Beschreibung und Abbildung der von Leorier neu erfundenen Bewässerungsmaschine. Leipzig 1824. (Volltext in der Google-Buchsuche)
- Der Bau der Hangebrücken aus Eisendraht. Industrie-Comptoir, Leipzig 1824. (Digitalisat)
- Die verschiedenen Arten, Unterarten und Spielarten des Kohls und der Redlige, welche in Europe erbauet werden. Baumgärtnersche Buchhandlung, Leipzig 1824.